# Kościół św. Stanisława Biskupa w Gościeszynie
Kościół świętego Stanisława Biskupa w Gościeszynie – rzymskokatolicki kościół parafialny należący do parafii pod tym samym wezwaniem (dekanat wolsztyński archidiecezji poznańskiej.
Jest to świątynia wzniesiona w 1778 roku przez Malczewskich w stylu późnobarokowym. Następnie, w latach 1914-16 została rozbudowana przez Kurnatowskich. Pod prezbiterium została zbudowana krypta grobowa Kurnatowskich. Do wyposażenia kościoła należą: dwa ołtarze boczne, w stylu barokowo-rokokowym z około 1780 roku, barokowe rzeźby czterech Ewangelistów, wykonane około połowy XVIII wieku, umieszczone na ambonie,  neobarokowa chrzcielnica z płaskorzeźbą autorstwa Marcina Rożka oraz obraz Opłakiwanie Chrystusa namalowany na przełomie XVII i XVIII wieku.
Na ścianie zewnętrznej świątyni są wmurowane dwa epitafia: księdza Józefa Kuta (1905-42), proboszcza w latach 1936-42, zamęczonego w KL Dachau (w 1999 roku został przez papieża Jana Pawła II beatyfikowany) i ks. Alfonsa Graszyńskiego (1879-1943), proboszcza w latach 1912-36, duchowego przywódcy powstania wielkopolskiego w Wolsztyńskiem, oraz tablica poświęcona pochowanemu w świątyni Krzysztofowi Żegockiemu.